# Ryan Ottley

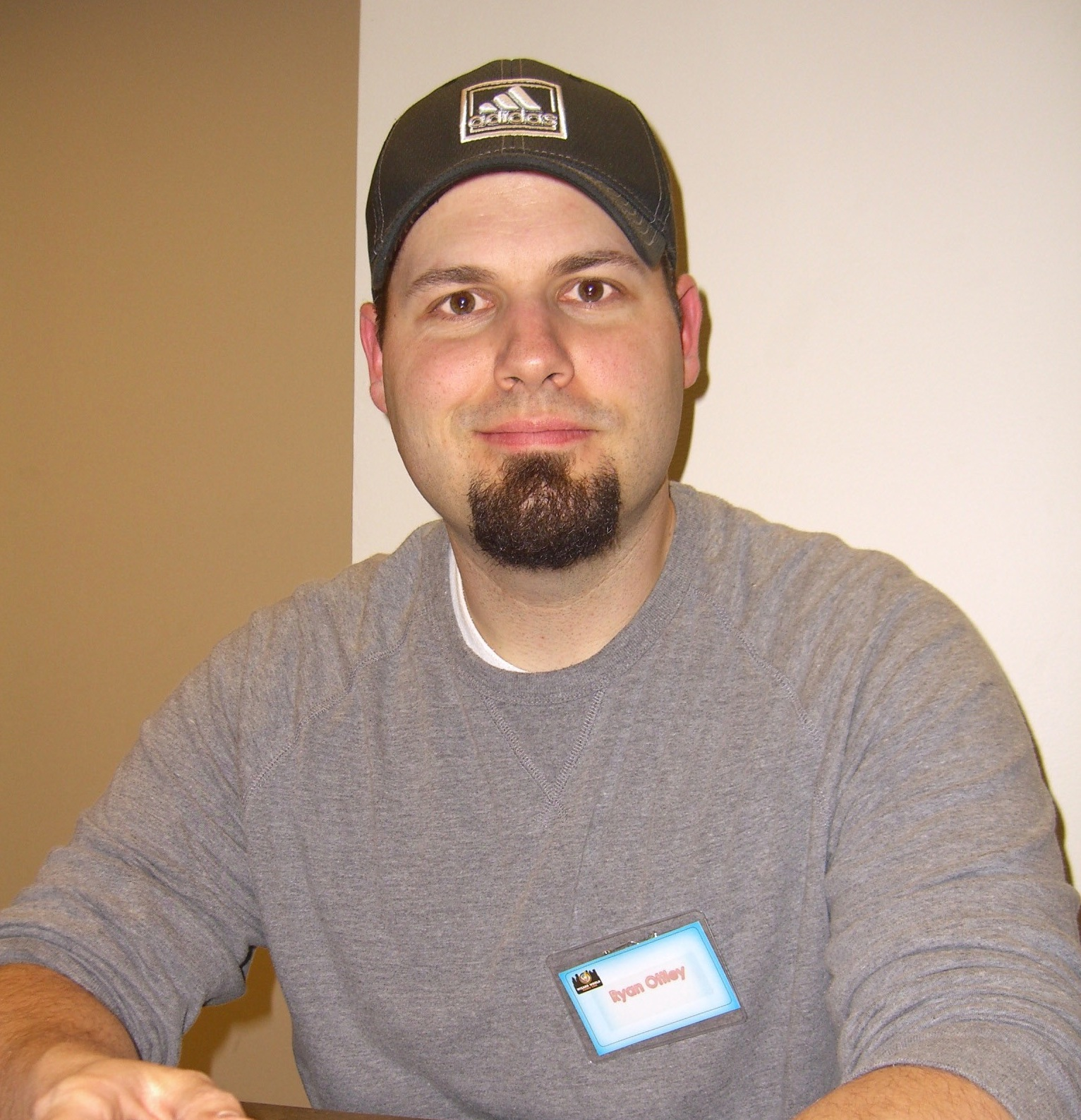
Ryan Ottley em foto de 2011.

Ryan Ottley é um desenhista de histórias em quadrinhos americanas. Sucedeu Cory Walker como desenhista da aclamada série Invincible, criada por Walker e por Robert Kirkman, escrita por Kirkman, e indicada em 2004 ao Eisner Award de "Melhor Série Estreante".
Ottley ilustra a série, publicada pela Image Comics, desde a oitava edição, inicialmente ao lado de Bill Crabtree, e posteriormente, ao lado de outros coloristas, como FCO Plascencia e John Rauch.
Em 2018, Ryan Ottley foi anunciado como novo desenhista de Amazing Spider-Man.